# Lista siturilor arheologice din județul Sălaj - U
Lista siturilor arheologice din județul Sălaj - U conține toate siturile arheologice din județul Sălaj înscrise în Repertoriul Arheologic Național (RAN) și aflate în localități al căror nume începe cu litera U. RAN este administrat de Ministerul Culturii și Patrimoniului Național și cuprinde date științifice, cartografice, topografice, imagini și planuri, precum și orice alte informații privitoare la zonele cu potențial arheologic, studiate sau nu, încă existente sau dispărute.
Puteți căuta un sit din localitățile care încep cu litera U folosind formularul de mai jos sau puteți naviga prin toate siturile din județ la Lista siturilor arheologice din județul Sălaj.
| Cod RAN                                 | Denumire | Localitate                             | Adresă   | Datare      | Descoperit | Coordonate                                          | Imagine           | Erori            |
| --------------------------------------- | --- | -------------------------------------- | -------- | ----------- | ---------- | --------------------------------------------------- | ----------------- | ---------------- |
| 139795.01.01 (Cod LMI: SJ-I-s-B-04973)  | Așezarea Wietenberg de la Ulciug - "Prâsnel" / ansamblu anonim (Categorie: locuire civilă) (Tip: Așezare)                                                          | sat Ulciug, oraș Cehu Silvaniei        | Prâsnel  | Wietenberg  |            |                                                     | Încărcați imagine | Raportați eroare |
| 142060.01                               | Așezări neo-eneolitice la Uileacu Șimleului (Categorie: locuire civilă) (Tip: așezare)                                                                             | sat Uileacu Șimleului, comuna Măeriște |          |             |            |                                                     | Încărcați imagine | Raportați eroare |
| 142060.01.01                            | Așezări neo-eneolitice la Uileacu Șimleului / ansamblu anonim (Categorie: locuire civilă) (Tip: Locuire)                                                           | sat Uileacu Șimleului, comuna Măeriște |          |             |            |                                                     | Încărcați imagine | Raportați eroare |
| 141063.01                               | Topoare neolitice la Ugruțiu- La Tufoi (Categorie: descoperire izolată) (Tip: obiect izolat)                                                                       | sat Ugruțiu, comuna Dragu              | La Tufoi |             |            |                                                     | Încărcați imagine | Raportați eroare |
| 142060.02.01 (Cod LMI: SJ-II-m-B-05137) | Biserica fostei mânăstirii benedictine, azi biserică reformată de la Uileacu Șimleului / ansamblu anonim (Categorie: structură de cult/religioasă) (Tip: Biserică) | sat Uileacu Șimleului, comuna Măeriște | 43       | 1260 - 1300 |            | 47°16′45″N 22°45′12″E / 47.2792555556°N 22.753425°E | Încărcați imagine | Raportați eroare |